# Politecnico di Koszalin
Il Politecnico di Koszalin (in polacco: Politechnika Koszalińska) è una università pubblica situata a Koszalin e altre località limitrofe, come Chojnice.

## Storia
L'istituzione venne fondata nel 1968 col nome di Alta scuola di ingegneria, mentre la denominazione di politecnico e il conseguente status di istituzione universitaria risalgono al 1996.

## Struttura
L'università è organizzata nelle seguenti facoltà ed istituti:
- Facoltà di Ingegneria Civile ed Ambientale[2]
- Facoltà di Economia e Management[3]
- Facoltà di Elettronica e Scienze dell'Informazione[4]
- Facoltà di Ingegneria Meccanica[5]
- Istituto di Meccatronica, Nanotecnologie e Tecniche del Vuoto[6]